# غوردون إتش. شيرير
غوردون إتش. شيرير هو محامي وسياسي أمريكي، ولد في 26 ديسمبر 1906 في سينسيناتي في الولايات المتحدة، وتوفي بنفس المكان في 13 أغسطس 1988. نشط حزبياً في الحزب الجمهوري. وقد انتخب عضو مجلس نواب أوهايو ‏ وانتخب عضو مجلس النواب الأمريكي ‏.